# Макинами (1942)
Макинами — японский эсминец типа «Югумо». Название в переводе с японского «Перекатывающиеся волны».

## История
Заложен в 1940 года на Верфи Maizuru КK. Спущен 27 декабря 1941 года, вошел в строй 18 августа 1942 года.  Участвовал в боях у Соломоновых островов и в сражении за Гуадалканал. 25 ноября 1943 года потоплен американскими эсминцами в бою у мыса Сент-Джордж, затонул в точке 05°14′ ю. ш. 153°50′ в. д. у острова Новая Ирландия.

### Бой у мыса Сент-Джордж
Шесть японских эсминцев должны были перебросить пополнение для гарнизона базы на острове Бука и снять с острова авиатехников, поскольку аэродром на острове практически утратил стратегическое значение. «Онами» и «Макинами» выполняли в этом соединении эсминцев роль прикрытия. Американскому командованию стало известно об этом конвое благодаря авиаразведке и наперехват были посланы 5 эсминцев. Пополнение было благополучно доставлено, и, приняв на борт аэродромный персонал, японские эсминцы взяли курс на Рабаул. Примерно в 1:40 «Онами» и «Макинами» были обнаружены американцами, стерегущими пролив между островами. «Чарльз Осборн», «Клакстон» и «Дайсон» произвели торпедную атаку. «Макинами» получил серьёзные повреждения от торпедного попадания, однако остался на плаву и был потоплен артиллерийским огнём c «Конверса» и «Спенса», при этом спаслись лишь 28 членов экипажа.